# L'Enfer de Xique-Xique
L'enfer de Xique-Xique est la cinquième histoire de la série Gil Jourdan de Maurice Tillieux. Elle est publiée pour la première fois du no 1170 au no 1191 du journal Spirou. Puis est publiée sous forme d'album en 1962. C'est la première aventure exotique de Gil Jourdan. Dans cette histoire, Tillieux, selon les recommandations de Charles Dupuis, son éditeur, tente d'imiter le trait de Franquin.

## Univers

### Synopsis
Gil Jourdan reçoit René Cambon, petit employé de bureau, qui demande à l'engager afin de retrouver son frère Jean, qui lui a donné des nouvelles récentes de la république de Massacara. Jean, ingénieur, a inventé une arme permettant à son détenteur de tenir en respect toute une armée. Malgré le ton badin de la lettre, René a découvert, au moyen d'un langage codé que lui et son frère utilisaient, que Jean l'appelle à l'aide. Il convainc Jourdan de partir à sa recherche.
Mais Carlos, agent de la légation de Massacara, a écouté leur conversation : son rapport, transmis par émetteur clandestin vers son pays, le force à y rentrer afin d'intercepter Jourdan et Libellule. Pendant ce temps, Crouton, sur les traces de l'émetteur pirate de la légation, est découvert, assommé puis enlevé.
Arrivés à leur hôtel, Jourdan et Libellule reçoivent la visite de Carlos, qui leur annonce d'emblée savoir pour quelle raison ils se trouvent dans le pays ; il leur offre son aide, moyennant finances, afin de faire libérer l'ingénieur Cambon. Jourdan refuse sèchement, feignant de ne pas comprendre ; il découvre trop tard pourquoi Carlos est entré chez eux : il a déposé des documents top secret afin de les faire accuser d'espionnage. Malgré une fuite rapide, Jourdan et Libellule sont neutralisés à quelques pas de la légation française. Le procès qui s'ensuit est truqué, et ils sont tous les deux condamnés au bagne de Xique-Xique : Jourdan à 10 ans, et Libellule, victime de l'utilisation de gaz hilarants, à 10 000 ans.
Deux Massacariens les suivent dans leur périple : Carlos, en disgrâce depuis leur tentative de fuite, a été condamné comme eux ; le capitaine Escudero, désigné responsable du cafouillage du procès, a été "promu" caporal-contremaitre au bagne. Malgré leur situation peu reluisante, Jourdan est confiant ; il a retrouvé Jean Cambon, bagnard comme eux. De plus, la situation du bagne (en plein désert) fait que l'emploi de miradors, de barbelés et de gardes est inutile ; il prévoit donc un plan d'évasion.
Corrompant Pombo, le "cuisinier" du camp, pour qu'il lui fournisse de l'eau, et détournant le camion de ravitaillement avant qu'il arrive au bagne, Gil, Libellule et Cambon prennent la fuite, se basant sur les connaissances de Cambon du pays pour les guider : huit cents kilomètres de désert, une montagne de trois mille mètres et trois cents kilomètres de forêt vierge les attendent. Malheureusement, Carlos a découvert leur plan, et ils sont obligés de l'enlever afin d'assurer leur fuite. De plus, si le président Calderon se moque de la fuite de ces deux "espions", il veut rattraper Cambon à tout prix ; il ordonne donc qu'on se mette à leur poursuite. Pendant ce temps, le camion s'enlise de façon régulière dans le fech-fech, et les fuyards perdent du terrain sur le tracteur à chenilles lancé à leurs trousses. Pour couronner le tout, à peine sorti du sable mou, le camion heurte une pierre : les trois lames maitresses du ressort de l'essieu sautent.
Carlos tente alors de les arrêter, espérant reprendre du galon auprès de Calderon. C'est alors que Crouton, qui avait été enlevé en France et conduit au bagne dans le camion détourné, fait son entrée et désarme Carlos. La mitrailleuse qu'il a trouvée dans le camion permet à Jourdan d'immobiliser définitivement leurs poursuivants. Après avoir allégé le camion, ils parviennent à la chaîne de montagnes des Flagellés, avant-dernier obstacle entre eux et la Guyane. Se séparant de leur camion, qu'ils détruisent, ils franchissent la montagne, et se retrouvent en forêt amazonienne. Les Indiens Chirikis, réputés coupeurs de têtes, les entourent bientôt, mais grâce à Carlos, qui n'avait pas menti en prétendant pouvoir se débrouiller dans la langue chiriki, Jourdan et ses amis obtiennent l'aide des Indiens et se retrouvent bientôt en territoire français, puis à Cayenne même.
Jourdan conseille à Jean Cambon de se trouver une retraite où Calderon ne le retrouvera pas ; Jean pense que son frère y veillera. Les compères n'attendent plus que de l'argent pour leur retour en métropole.

### Personnages
- Gil Jourdan
- Libellule
- Jules Crouton
- René Cambon : employé de bureau, il engage Gil Jourdan pour retrouver son frère.
- Jean Cambon : son frère, ingénieur et inventeur d'un fusil révolutionnaire.
- Primo Calderon : ancien cordonnier, devenu président (et dictateur) de la république de Massacara
- Carlos Enrico : agent secret et chef du service de sécurité du Massacara. Il parle chiriki.

### Véhicules remarqués

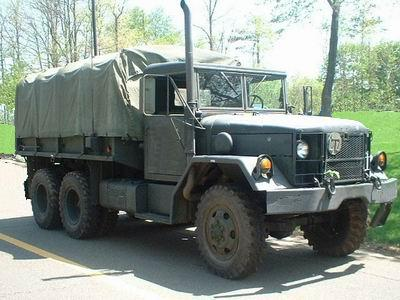
Un M35, similaire à celui utilisé par les héros pour leur évasion de Xique-Xique.

- Diamond REO M35 (en)[3], camion ravitailleur du bagne (et un des 'acteurs' principaux de l'histoire).
- Tracteur M4 (en), le tracteur poursuivant.
- Ford Custom (?), conduite par un chauffeur de taxi massacarien

### Réplique
Jourdan vient de mitrailler le radiateur du tracteur à chenilles qu'utilisent les soldats massacariens.
- Un soldat : "Avant, ce moteur était une casserole. Maintenant, c'est une passoire !"

- Un soldat : "Il faut faire quelque chose !"

- Un soldat : "Mettre un doigt sur les trous !"

- Un soldat : "Prévenir la base pour qu'ils nomment une commission qui examinera la situation !"

- Le premier soldat : "Vous feriez mieux de nommer un nouveau radiateur. Toute l'eau est dans le sable !"

## Lieux

### Massacara
La République de Massacara, en Amérique du sud, située sur la frontière entre la Guyane française et le Brésil. C'est un pays pauvre et sec, monoculture de melon, quelques mines. Capitale : Mandacara.
Politique et économie
Territoire administré par le Brésil jusqu'en 1951. Déclaré ensuite indépendant par Primo Calderon, ancien cordonnier qui, à la tête de quelques fidèles s’oppose aux troupes fédérales brésiliennes. Pays pauvre ayant des mines d'étain et de tungstène à Mandacaru. Le peuple est très hostile au régime dictatorial.
Géographie
Pays sec au désert de gypse et de sable blanc. Il y a aussi une forêt équatoriale le long de la mer et de la Guyane, habitée par les indiens Chiriis coupeurs de têtes, côtes désolées et impraticables à cause de plateaux à Mezas, sorte d'immenses tables séparées entre elles par des crevasses insondables. La capitale est Mandacara, la plus grande ville est Mandacaru.

### Bagne de Xique-Xique
Pour les ennemis du pays et les opposants politiques leur sort n'est guère réjouissant car ils sont envoyés à Xique-Xique, installé dans le désert de Mandacaru, une seule route y mène, longue de 600 km. Les forçats travaillent dans des mines d'étain et de (wolfram) tungstène. Il n'y a qu'un seul point d'eau, et la température monte à 50 °C à l'ombre. Seuls Gil Jourdan, Libellule, Carlos, l'inspecteur Hannibal Crouton et l'ingénieur Jean Cambon ont pu s'évader de ce bagne.

## Analyse

### Inspirations
Le capitaine Escudero a comme modèle graphique, entre autres, le Général Alcazar.

## Publication

### Revues
Les planches des L'Enfer de Xique-Xique furent publiées dans l'hebdomadaire Spirou entre le 15 septembre 1960 et le 9 février 1961 (n°1170 à 1191).

### Album
La première édition de cet album fut publiée aux Éditions Dupuis en 1962 (dépôt légal 01/1962). On retrouve cette histoire dans Aventures exotiques, le tome 3 de la série Tout Gil Jourdan (Dupuis - 1986), ainsi que dans le tome 2 de la série Gil Jourdan - L'intégrale (Dupuis - 2009).